# سرو چپری کوهی
سرو چپری کوهی(نام علمی: Acacia elata) نام یک گونه از سرده آکاسیا است.